# 新潟交通観光バス

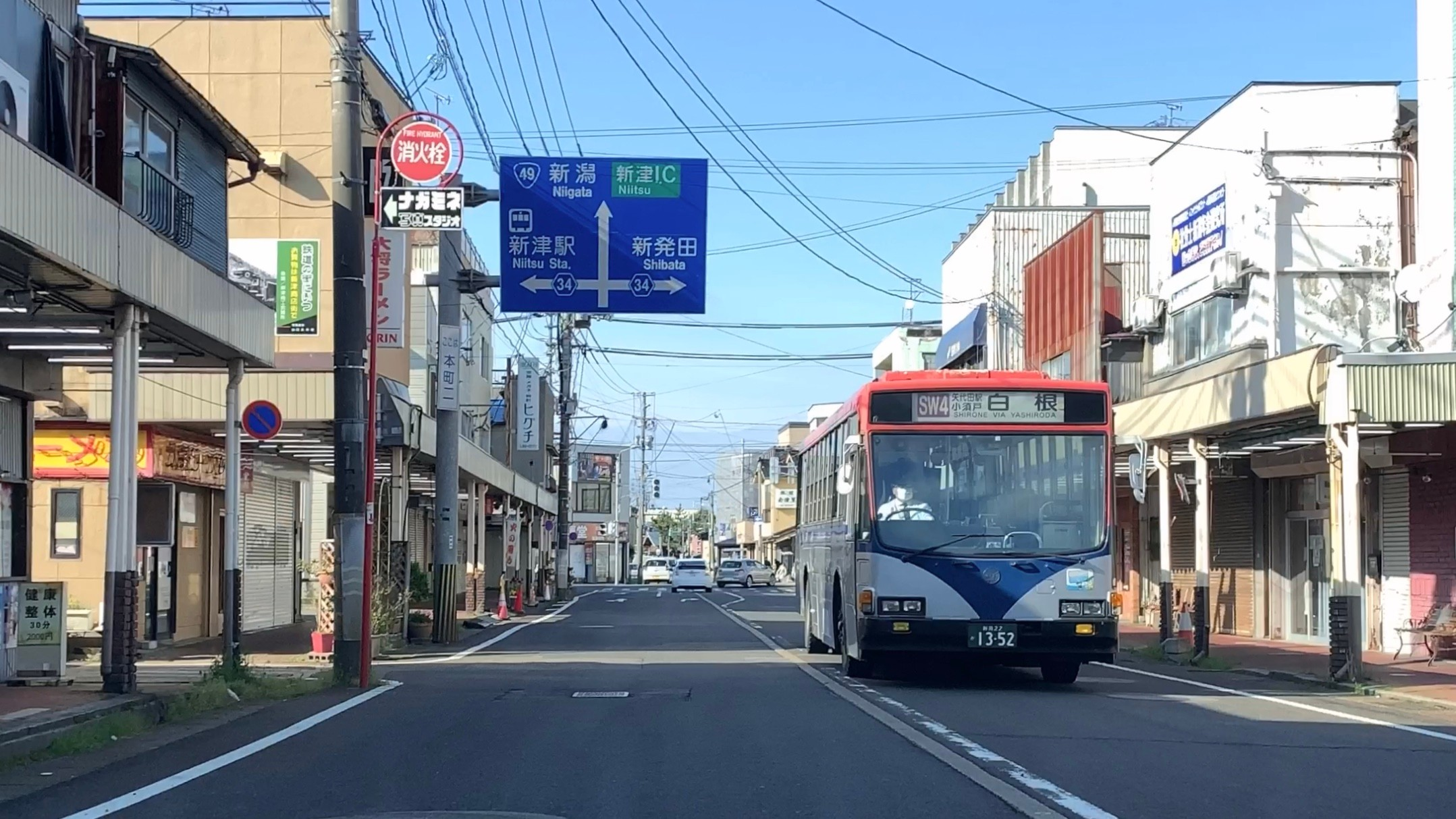
新津市街を走る路線バス車両（2020年4月）

新潟交通観光バス株式会社（にいがたこうつうかんこうバス）は、新潟県新潟市東区に本社を置き、同市中心部を除く同県下越地方ほぼ全域の路線バスと、同社グループの貸切バスなどバスの運行を行う企業。新潟交通の地域子会社にあたり、同社の連結子会社である。

## 概要
1986年3月7日、新潟交通の貸切バス部門が下越地方側と佐渡島側で分社化された際に設立。当初の社名は新交貸切バス（しんこうかしきりバス）で、新潟市寺山（現：東区寺山三丁目）に本社が設けられた。また佐渡地方の子会社は新交佐渡貸切バス（1993年新潟交通佐渡に改称）で、佐渡郡佐和田町大字河原田諏訪町（現：佐渡市河原田諏訪町）に本社が設けられた。
前述通り、当初は両社とも貸切バス専業として設立されたものの、新潟市近郊を除く地域では路線バスの利用客が漸減し、特にローカル路線を多く持つ地域では次第に運営が困難となったことなどから、路線バスは新潟市近郊の路線を除いて地域子会社に移管することとなり、1993年以降、新潟交通の路線バス事業が新交貸切、新交佐渡と、同年設立された新交北貸切バス、新交西貸切バスの計4社へ順次移管された。
2002年、さらに新潟市中心部から郊外方面に至る路線バスの一部についても地域子会社に移管されることとなり、これに伴い新交貸切、新交北貸切、新交西貸切の3社は新潟交通観光バス、新潟交通北、新潟交通西にそれぞれ社名変更。この当時の新潟交通観光バスは新潟市秋葉区東部、阿賀野市、五泉市、東蒲原郡阿賀町の路線バス運行を担っていた。
2007年4月1日に新潟交通観光バスと新潟交通北、新潟交通西の地域子会社3社が合併。新潟交通観光バスが存続会社となり新交北、新交西の両社は解散、本社登記も新潟交通本社内に変更された（その後、再び東区寺山に本社登記を変更）。
なお、新潟交通が発行するIC乗車カード「りゅーと」は、新潟市中心部を発着するほぼ全ての路線と、新津駅を発着する路線で利用できる。また、りゅーとエリアでは東日本旅客鉄道（JR東日本）のIC乗車カード「Suica」のシステムも併用しており、全国10種類の交通系ICカードも利用できる（一部サービスに制限あり）。ただし、その他の路線では利用できない。かつては同社が発行していた一般路線用のバスカードが、新潟市中心部発着のすべての路線と、新潟市郊外発着・新発田市中心部発着の一部路線で利用できた。

## 沿革

### 新潟交通観光バス
- 1986年（昭和61年）4月1日 - 新交貸切バス（しんこうかしきりバス）として設立。本社を新潟市寺山（現新潟市東区寺山三丁目）の観光バス事業部に置き、新潟交通の貸切・観光バス部門を受け持つ。
- 1993年（平成5年）4月1日 - 新潟交通の路線バス事業が分社化。新潟市近郊を除く路線バスは新交貸切バス、新交佐渡貸切バス（同日、新潟交通佐渡に改称）と、同日設立された新交北貸切バス、新交西貸切バスの4社に移管する。貸切バス社の営業地域は新津市、五泉市、東蒲原郡4町村など。
- 2002年（平成14年）4月1日 - 現社名に改称。同時に新潟交通の運行路線の一部が移管される。

### 新潟交通北
- 1993年（平成5年）4月1日 - 新交北貸切バス（しんこうきたかしきりバス）として設立。本社を村上市田端町の村上営業所に置く。新交北の営業地域は村上市、岩船郡、新発田市、北蒲原郡など。
- 2002年（平成14年）4月1日 - 新潟交通北（にいがたこうつうきた）に改称。同時に新潟交通の運行路線の一部が移管される。

### 新潟交通西
- 1993年（平成5年）4月1日 - 新交西貸切バス（しんこうにしかしきりバス）として設立。本社を西蒲原郡巻町大字赤鏥（現新潟市西蒲区赤鏥）の巻営業所に置く。新交西の営業地域は白根市、加茂市、三条市、燕市、西蒲原郡など。
- 2002年（平成14年）4月1日 - 新潟交通西（にいがたこうつうにし）に改称。同時に新潟交通の運行路線の一部が移管される。
- 2002年（平成14年）10月1日 - 巻営業所を廃止。西蒲原郡潟東村大字大原（現新潟市西蒲区大原）の潟東営業所と統合し、本社登記も潟東に移転。

### 3社統合後
- 2007年（平成19年）4月1日 - 新潟交通観光バス、新潟交通西、新潟交通北の地域子会社3社が合併。新潟交通観光バスが存続会社となり、観光バス社の本社登記は新潟交通と同じ新潟市中央区万代に変更。
- 2008年（平成20年）3月16日 - 加茂営業所閉鎖。車両は潟東営業所へ転属。
- 2013年（平成25年）3月31日 - 弥彦営業所閉鎖。車両は三条営業所へ転属。
- 2013年（平成25年）12月16日 - 三条営業所閉鎖。車両は潟東営業所へ転属。
- 2015年（平成27年）4月1日 - 中条営業所閉鎖。車両は新発田営業所へ転属。同時に、2010年より車両配置を中止していた下関営業所への配置を再開。また、五泉営業所を窓口営業のみとし、車両を京ヶ瀬営業所に転属。
- 2021年（令和3年）
  - 3月18日 - 五泉営業所機能の一部を閉鎖[2]。
  - 9月30日 - 五泉営業所を完全閉鎖し京ヶ瀬営業所へ統合[2]。
- 2025年（令和7年）4月1日 - 下関営業所および津川営業所閉鎖。

## 営業所
- 本社営業所（新潟市東区寺山3）
- 京ヶ瀬営業所（阿賀野市京ヶ瀬工業団地）
- 勝木営業所（旧新潟交通北、村上市下大蔵）
- 村上営業所（旧新潟交通北、村上市田端町）
- 新発田営業所（旧新潟交通北、新発田市豊町1）
- 潟東営業所（旧新潟交通西、新潟市西蒲区大原）

### 閉鎖・統合された営業所
2007年度以降に閉鎖されたものについて記載。
- 加茂営業所（旧新潟交通西、加茂市青海町2）- 2008年3月16日閉鎖、潟東営業所に統合。
- 弥彦営業所（旧新潟交通西、弥彦村弥彦）- 2013年3月31日閉鎖、三条営業所に統合。
- 三条営業所（旧新潟交通西、三条市下須頃）- 2013年12月16日閉鎖、潟東営業所に統合。
- 中条営業所（旧新潟交通北、胎内市清水）- 2015年4月1日閉鎖、新発田営業所に統合。
- 五泉営業所（五泉市赤海2）- 2021年9月30日閉鎖、京ヶ瀬営業所に統合[2]。
- 津川営業所（阿賀町平堀）- 2025年3月31日閉鎖、京ヶ瀬営業所に統合[3]。
- 下関営業所（旧新潟交通北、関川村下関）
  - 2010年から車両配置なし、2015年4月1日付で中条営業所廃止等に伴い車両配置が再開。
  - 2025年3月31日閉鎖、村上営業所に統合[4]。

## 現行路線

### 高速バス
県内高速バス（ときライナー）のうち県央・下越地域内の路線を担当している。直接運行に携わる路線と、運行業務支援のみ行う路線がある。路線網の詳細はときライナーの記事を参照。
運行業務支援路線
- 【ときライナー】Ｂ 燕線
- 【ときライナー】Ｓ 東三条線
- 【ときライナー】Ｇ 五泉村松線

### 一般路線バス
新潟市中心部発着路線の詳細は新潟交通のバス路線一覧を参照。路線名は要出典。

#### 本社営業所
観光バス社の本社は、新潟市東区寺山三丁目にある本社営業所に置かれている。
分社前の名称は「寺山営業所」で、開設から現在に至るまで観光バス専門の車両基地として機能している。そのため在籍車両の大半は観光車だが、路線車も数台在籍しており、新発田営業所が管轄する大形線と、京ヶ瀬営業所が管轄する亀田・横越線と中新田線の、それぞれ一部の便の運用を受け持っている。また敷地内の車庫は県外高速バスの車両基地としても使用されており、他県のバス会社の高速バスも見ることができる。
- E40 万代シテイ - 新潟駅前 - 下木戸 -  大形本町 - 一日市
- E46 万代シテイ - 新潟駅前 - 下木戸 - 大形本町 - 一日市 - 新崎駅前 - 木崎 - 新発田営業所
- S90 万代シテイ - 新潟駅前 - 紫竹 - 山二ツ - 亀田駅前 - 横越 - 京ヶ瀬支所前 - 水原-（瓢湖前）
- S94 万代シテイ - 新潟駅前 - 紫竹 - 山二ツ - 亀田駅前 - 横越 - 沢海 - 下越病院 - 中新田 - 新津駅 - 秋葉区役所
- S95 万代シテイ - 新潟駅前 - 紫竹 - 山二ツ - 亀田駅前 - 横越 - 沢海 - 京ヶ瀬営業所
- S96 万代シテイ - 新潟駅前 - 紫竹 - 山二ツ - 亀田駅前 - 二本木 - 結 - 新津駅 - 秋葉区役所
- SK1 新津駅 - 下越病院 - 中新田 - 京ヶ瀬営業所

#### 勝木営業所
村上市山北地区の路線を管轄している。
- 大毎線

勝木営業所・村上営業所管内を中心とした路線図

  - 大毎（おおごと） - 北中 - 下大鳥 - 勝木営業所 - 勝木駅前 - 徳州会病院前 - 碁石 - 府屋駅前 - 山北支所前 - 府屋中町
- 雷線
  - 勝木駅前 - 徳州会病院前 - 碁石 - 府屋駅前 - 山北支所前 - 府屋中町 - 温出 - 岩石 - 小俣 - 雷
- 中継線
  - 勝木営業所 - 勝木駅前 - 徳州会病院前 - 碁石 - 府屋駅前 - 山北支所前 - 府屋中町 - 温出 - 荒川口 - 朴平 - 荒川口 - 中継
- 寒川・府屋線

スクールバスの間合い運用として#伊呉野線とともに2013年から実証運行を開始した路線。
- 寒川 - 鵜泊 - 寝屋 - 勝木駅前 - 徳州会病院前 - 碁石 - 府屋駅前 - 山北支所前 - 府屋中町

#### 村上営業所
山北地区を除く村上市内の路線を管轄している。
- 北中線

2013年から村上中心部のルートを変更した。
- 村上営業所 - 村上駅前 - 村上IC入口 - 山辺里 - 四日市 - 鵜渡路 - 猿沢 - 早稲田三差路 - 塩野町車庫前 - 大行 - 蒲萄 - 大毎宮前 - 北中

- 塩野町線

- 村上営業所 - 村上駅前 - 片町 - 山辺里 - 四日市 - 鵜渡路 - 猿沢 - 早稲田三差路 - 塩野町車庫前

- 大須戸線

- 村上営業所 - 村上駅前 - 片町 - 山辺里 - 四日市 - 古渡路 - 十川 - 岩沢 - 朝日支所前 - 関口 - 早稲田三差路 - 塩野町車庫前 - 大須戸

- 高根線
  - 村上営業所 - 村上駅前 - 片町 - 山辺里 - 四日市 - 十川 - 岩沢 - 朝日支所前 - 関口 - 荒沢入口 - 高根
- 縄文の里線

- ＜村上中心部・片町経由＞村上営業所 - 村上駅前 - 片町 - 山辺里 - 四日市 - 古渡路 - 大場沢 - 布部 - 縄文の里朝日
- ＜村上中心部・新町経由＞村上営業所 - 村上駅前 - 新町 - 山辺里 - 四日市 - 古渡路 - 大場沢 - 布部 - 縄文の里朝日

- 小岩内線

- 村上営業所 - 安良町 - 村上駅前 - 大欠 - 瀬波温泉前 - 村上市民会館前 - 岩船上大町 - 岩船連絡所前 - 八日市 - 松喜和 - 塩谷口 - 塩谷新町 - 福田 - 平林駅前 - 平林 - 小岩内　※村上中心部は循環

- 松喜和線

- 村上営業所 - 安良町 - 村上駅前 - 大欠 - 瀬波温泉前 - 村上市民会館前 - 岩船上大町 - 岩船連絡所前 - 八日市 - 松喜和　※村上中心部は循環
- 松喜和→八日市→岩船連絡所前→岩船上大町→村上市民会館前→瀬波温泉前→大欠→村上駅前→村上営業所　※松喜和始発 村上駅・営業所止まり（安良町入らず）

- 岩船駅前線

- 村上営業所 - 安良町 - 村上駅前 - 大欠 - 瀬波温泉前 - 村上市民会館前 - 岩船上大町 - 岩船連絡所前 - 岩船町駅前　※村上中心部は循環

- 村上・寒川線

従来馬下まで運行されていた路線を村上市の事業により2011年から板貝まで、2013年から寒川まで延伸したもの。
- 村上営業所 - 安良町 - 村上駅前 - 中等教育学校前 - 岩ケ崎 - 間島 - 早川駅前 - 馬下 - 寒川

#### 新発田営業所

新発田営業所管内を中心とした路線図

新発田市内発着の路線を管轄している。2019年4月現在の運行路線は以下の通りであり、運行便数等は図を参照。
- 乗廻・月岡線

主に国道460号、新潟県道264号豊栄天王線、新潟県道300号月岡停車場月岡線などを走り、新発田中心部と旧豊浦町域、月岡温泉街を結ぶ路線。元々は国道290号沿線の松浦地区も含めた循環系統となっており、また乗廻を経由する便と国道460号を直進する便があったが、2017年10月からは全便乗廻経由となり、翌年4月からは松浦地区の区間がデマンド乗合タクシー「まつうら号」に転換された。
- 新発田営業所 - 新発田駅前 - 農業高校前 - 大伝 - 乗廻 - 天王 - 月岡駅 - 月岡仲町 - 月岡旧湯前

- 藤塚浜・金竜橋線

主に新潟県道21号新発田紫雲寺線を走り、新発田中心部と旧紫雲寺町域を結ぶ路線。元々は藤塚浜線（新発田 - 稲荷岡 - 藤塚浜）、佐々木稲荷岡循環線（新発田 - 佐々木 - 稲荷岡 - 新発田）の2つの路線で運行されていたが、2017年10月から現在の形に統合された。
- 新発田営業所 - 新発田駅前 - 石川小路 - 小舟町 - 稲荷岡 - 藤塚浜 - 稲荷岡 - 紫雲寺支所 - 金竜橋

- 次第浜線

主に新潟県道203号網代浜新発田線を走り、新発田中心部と聖籠町域を結ぶ路線。元々は舟入経由・佐々木経由の2通りがあったが、2017年10月からは舟入経由に統一された。2020年10月からは聖籠エコミニバスとして運行されている。
- 新発田営業所 - 新発田駅前 - 石川小路 - 住吉町 - 舟入 - 聖籠 - 次第浜

- 飯島線

新発田中心部と、JR白新線を挟んで南方の太田川沿いの集落を結ぶ路線。
- 新発田営業所 - 新発田駅前 - 石川小路 - 住吉町 - 西新発田駅前 - 飯島

- 新発田・競馬場線

主に国道7号の旧経路（現・新潟県道3号新潟新発田村上線など）を通り、新発田中心部と新潟競馬場を結ぶ路線。競馬開催期間中の土曜・休日1往復運行。りゅーと・Suica等利用可。
- 新発田営業所 - 新発田駅前 - 敬和学園大学前 - 佐々木駅前 - 競馬場入口 - 新潟競馬場前

- 月岡温泉シャトルバス

2003年9月30日をもって水原線（現・S9 亀田・横越線）急行の月岡温泉方面への運行が終了し、新潟市中心部と同温泉を直接結ぶ公共交通が失われたことなどから、国土交通省北陸信越運輸局が2004年度から実施している「北陸信越地域二次交通活性化プロジェクト」の第1号事業として同年7月14日に運行開始。月岡温泉観光協会が運行費用の一部を助成し、新潟交通観光バス新発田営業所が運行業務を行っている。運賃は大人300円（小人150円）。
- 【急行】豊栄駅前 - 月岡新湯 - 月岡仲町 - 月岡旧湯 - 泉慶前 - 華鳳前

#### 京ヶ瀬営業所

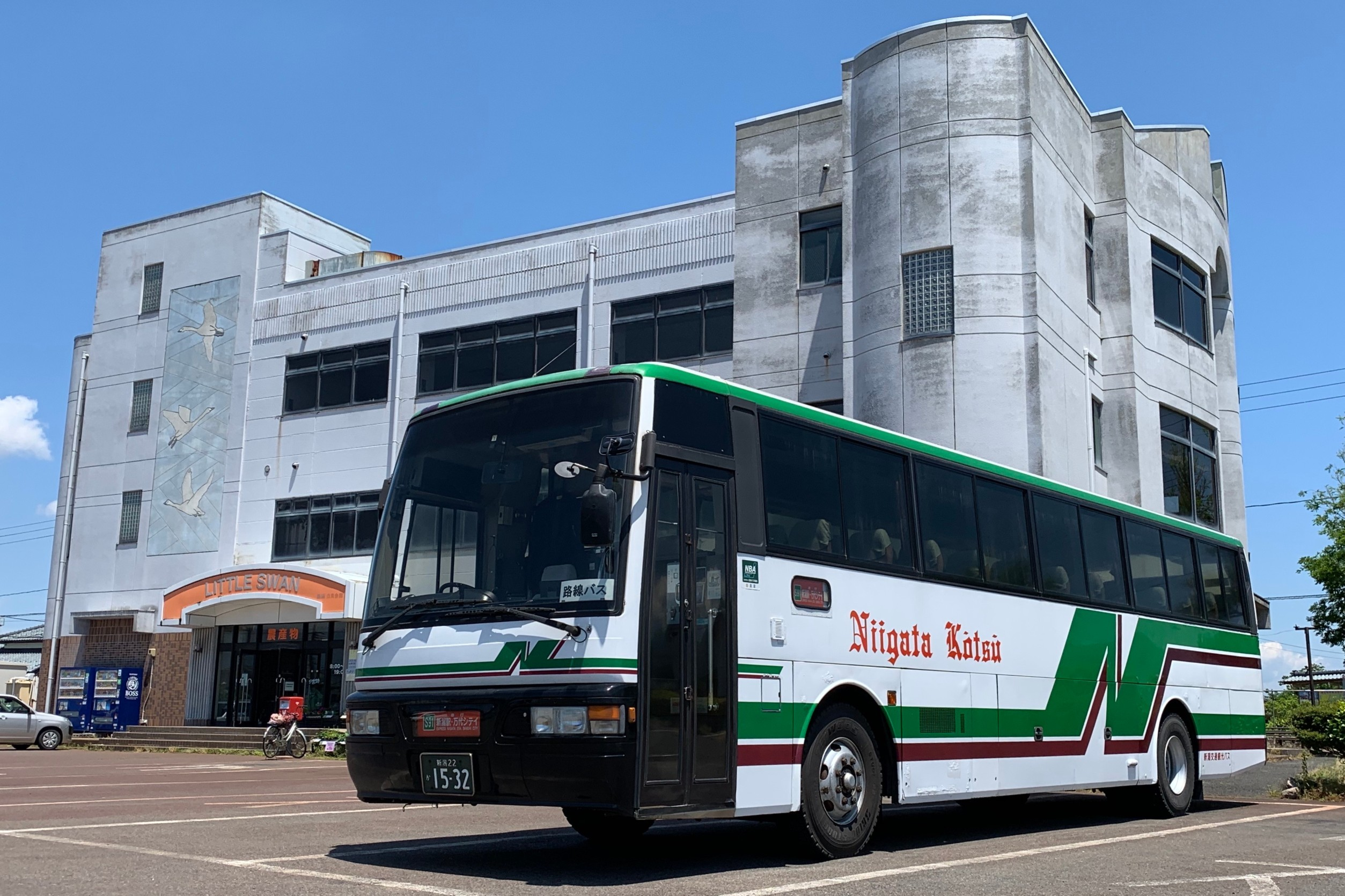
「S9 亀田・横越線」の急行便を担当する京ヶ瀬営業所の車両（2020年5月、瓢湖前）

阿賀野市、新潟市秋葉区、五泉市の路線を管轄している。2014年には阿賀野市内の路線再編が行われた。
- 中新田線

新津駅から中新田・下越病院を経由して京ヶ瀬営業所方面に向かう路線。精算にはりゅーと・Suica等が利用できる。
- SK1　新津駅 - 新津工業高校前 - 中新田 - 下越病院 - 京ヶ瀬営業所

- 大関線

新津駅から大関を経由して五泉駅方面に向かう路線。精算にはりゅーと・Suica等が利用できる。地域間幹線系統として国・新潟県・自治体の補助をそれぞれ受ける。
- SG1　新津駅 - 滝谷 - 大関 - 新関駅前 - 五泉駅前 - 旧五泉車庫

- 論瀬線

- SG2　旧五泉車庫 - 五泉駅前 - 五泉高校前 - 論瀬十字路 - 保田車庫前 - 大曲 - 保田原町 - 堀越 - 水原 - 阿賀野市役所

- 石間線

- SA1　阿賀野市役所 - 水原 - 堀越 - 保田原町 - 石間中
- SA2　阿賀野市役所 - 水原 - 堀越 - 保田車庫前

#### 潟東営業所

潟東営業所管内を中心とした路線図。

潟東営業所管内の南東部を中心とした路線図。

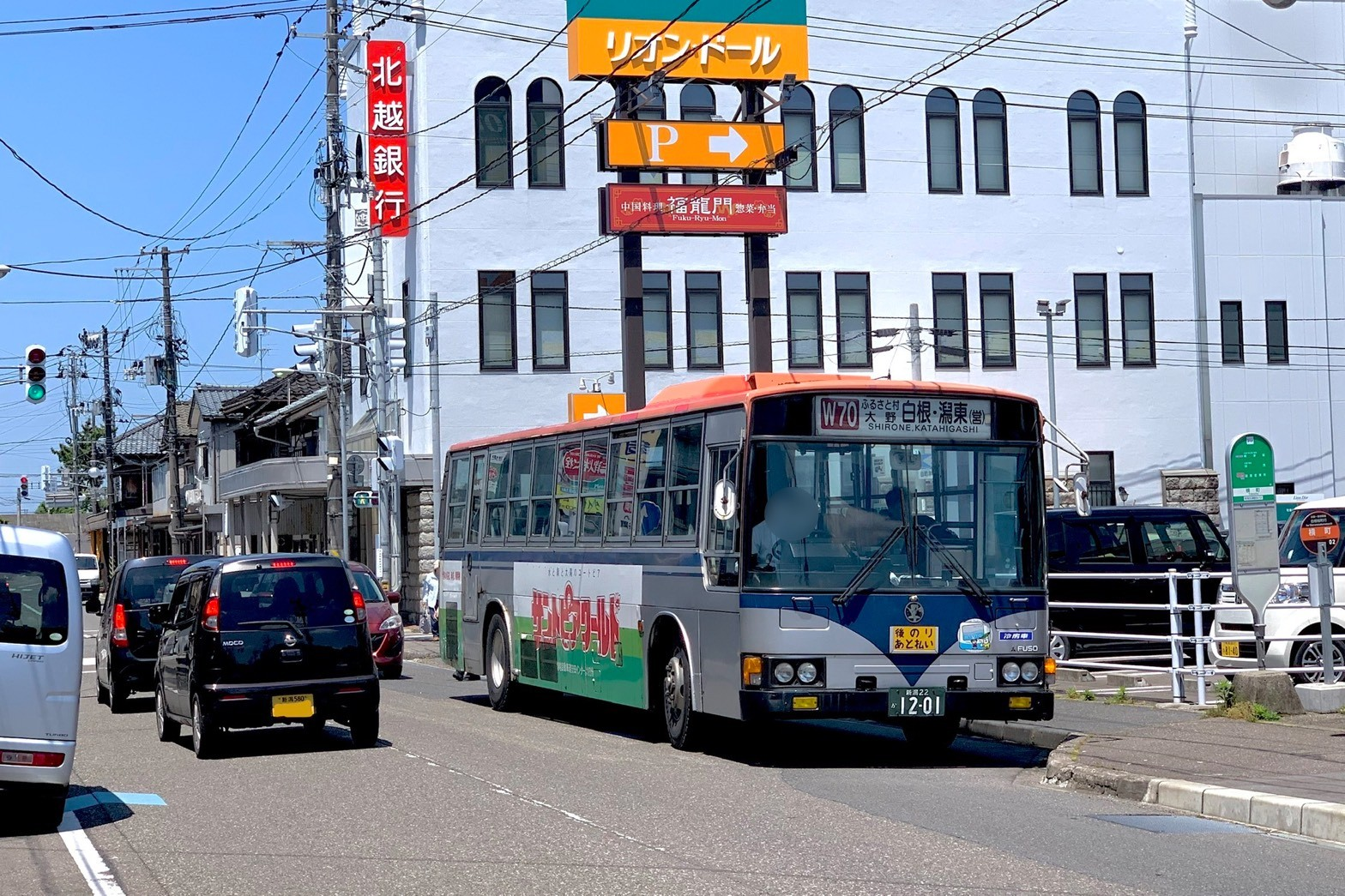
「W7 大野・白根線」の各駅停車便を担当する潟東営業所の車両（2020年5月、白根横町）

西蒲区域では平成10年代に多くの路線が廃止された一方、2015年にはBRT萬代橋ライン・にいがた新バスシステム開業に伴う輸送余力を活かして2路線で増便が行われている。
- 臼井線

新津駅から子成場・臼井を経由して白根・潟東営業所方面に向かう路線。SW2系統は地域間幹線系統として国・新潟県・自治体の補助を受ける。2019年4月からは日曜・祝日全便運休となった。SW1、SW2は新バスシステム開業前はそれぞれ840、841の系統番号が与えられていた（2007年12月から表示）。白根中心部、往路は中央通六→白根小学校前→能登→魚町→五の町→白根横町→白根健生病院前→日の出町→緑が丘病院前の順に停車。復路は緑が丘病院前→日の出町→白根健生病院前→白根小学校前→能登→魚町→五の町→白根横町→中央通六の順に停車。白根止まりは中央通六→白根小学校前→能登→魚町→五の町→白根横町→中央通六の順に停車して再び新津駅方面へ向かう（臼井線、矢代田線、庄瀬線の白根中心部は、往復とも横町北側を左回り方向に循環する）。
- SW1　新津駅 - 小合 - 子成場 - 臼井郵便局前 - 白根 - 潟東営業所
- SW2　新津駅 - 小合 - 子成場 - 臼井郵便局前 - 白根

- 矢代田線

新津駅から矢代田・小須戸を経由して白根・潟東営業所方面に向かう路線。SW4系統は地域間幹線系統として国・新潟県・自治体の補助を受ける。2019年4月からは日曜・祝日全便運休となった。SW3、SW4は新バスシステム開業前はそれぞれ850、851の系統番号が与えられていた（2007年12月から表示）。
- SW3　新津駅 - 田家 - 朝日 - 新津美術館入口 - 矢代田駅前 - 小須戸出張所前 - 戸石 - 白根 - 潟東営業所
- SW4　新津駅 - 田家 - 朝日 - 新津美術館入口 - 矢代田駅前 - 小須戸出張所前 - 戸石 - 白根

- 漆山線

- 巻駅前 - 河井 - 漆山 - 巻潟東インター駐車場 - 潟東けやき病院前 - 茨島 - 潟東営業所 - 井隋口 - 緑ヶ丘病院前 - 白根横町 - 白根桜町

- 五反田・六分線

- 巻駅前 - 河井 - 漆山 - 巻潟東インター駐車場 - 打越 - 中之口出張所前 - 六分 - 清水 - 五反田 - 穀町 - 加茂病院前 - 新潟経営大学前

- 角田線

- 【間手橋経由】巻駅前 - 間手橋 - 竹野町 - 松山 - 松野尾 - 越前浜 - 角田妙光寺前
- 【横山バイパス経由】巻駅前 - 東六区中央 - 巻郷土資料館前 - 松山 - 松野尾 - 越前浜 - 角田妙光寺前

※ このほか稲島を経由または発着するもの、松野尾を経由せず短縮するものがある。なお、いずれも一部便は角田妙光寺前 - 角田海水浴場入口で延長運行を行う。
- 庄瀬線

- 潟東営業所前 - 井隋口 - 緑ヶ丘病院前 - 白根桜町 - 白根横町 - 白根桜町 - 庄瀬本村 - 五反田 - 穀町 - （加茂駅前） - 加茂病院前 - 新潟経営大学前

- 茨曽根線

- 白根桜町 - 白根横町 - 富月橋東詰 - 戸頭 - 茨曽根 - 清水 - 新飯田横町 - 新飯田橋 - 新生町 - 燕駅前

- 月潟・六分線

新潟交通電車線の代替バスでもある。味方線と新潟市南区区バス（レインボーバス）が乗り入れる月潟バス停（月潟図書館前）には停車しない。
- 白根桜町 - 白根横町 - 千日 - 曲 - 月潟中（つきがたなか） - 大別当 - 六分郵便局前 - 潟浦新 - 新飯田橋 - 新生町 - 燕駅前

- 湯田上線

- 幸町 - 穀町（加茂駅東口より徒歩約2分） - 加茂病院前 - 学校町 - 坂田 - 羽生田駅前 - 田上駅前 - ごまどう湯っ多里館

- 経営大学線

- 加茂駅前 - 加茂病院前 - 学校町 - 加茂暁星高校 - 新潟経営大学

- 井土巻線

- 大島病院前 - 井土巻 - 燕駅前

- 労災病院・新飯田線

- 燕駅前 - 労災病院前 - 新飯田橋 - 新飯田新町

## 過去の路線

### 高速バス
以下5路線はすべて新潟交通観光バスが運行。
- ［津川・上川線］ 新潟 - 津川 - 上川[10]
1日2往復（うち1往復は津川発着）、平日のデータイム1往復は新潟市民病院経由。2016年9月30日の運行を以って廃止[11]。代替として阿賀町による「阿賀町バス」が運行されている。

- 新潟駅前 - 古町 - 《磐越自動車道》 - 《津川IC》- 津川営業所 - 上川支所前

- ［村上線］ 新潟 - 村上（村上営業所）[10]
日本海東北自動車道の中条IC延伸に合わせ、2002年10月に1日4往復で運行開始[12]。2016年9月30日の運行を以って廃止[11]。廃止時は1日2往復。代替として村上市による「高速のりあいタクシー」が設定されている。
新潟県庁が発着地となり、他路線とは逆のルートで市内区間を通り、国道7号（栗ノ木バイパス）を経由して日東道・新潟亀田ICより村上方面へ向かう。尚、新潟駅には入らず、村上行は明石一丁目バス停（新潟中央郵便局前）からの乗車、新潟着は駅前通バス停（だいし海上ビル前）が降車場となる。

- 県庁（バスバース） - 古町 - 明石一丁目（村上行のみ停車・乗車のみ）／駅前通（県庁行のみ停車・降車のみ） - 《日本海東北自動車道》 - 胎内 - 荒川 - 《神林岩船港IC》 - 村上営業所

- ［巻線］　新潟 - 巻駅[13]
巻潟東IC経由。巻中心部は往復とも巻駅前 → 東六区中央の順に停車。
2016年3月31日廃止[14]。前述の巻潟東IC発着便のみとなる。

- ［新飯田線］ 新潟 - 新飯田
新潟市南区の白根地区南部から西蒲区中之口地区を経由して、中央区を結んでいた路線。新潟交通電車線の燕駅 - 月潟駅間廃止に伴い、1993年8月1日運行開始。その後段階的に減便の末、2008年4月1日以降は1日1往復のみとなり、2011年10月を以って土曜・休日の運行を終了し、路線自体も2015年3月13日の運行を以って廃止された。

- 新潟駅前 - 古町 - 《北陸自動車道》 - 巻潟東インター駐車場 - 中之口出張所前 - 清水 - 新飯田

- 新潟 - 弥彦[15]
三条燕IC経由。
2011年秋廃止。
- 【ときライナー】Ｍ 巻潟東IC駐車場線

　　2023年3月31日を以て廃止

### 勝木営業所管内
- 伊呉野線（2019年3月廃止）

スクールバスの間合い運用として#寒川・府屋線とともに2013年から実証運行を開始した路線。以前庄内交通が運行していた路線バス「府屋線」（温海営業所 - あつみ温泉駅 - 鼠ケ関駅 - 府屋駅 - 山北支所前間）の村上市内の区間にあたり、始終点の伊呉野停留所は鼠ケ関駅至近に位置する。なお同停留所は庄内交通の鼠ヶ関・平沢線も経由するが、接続は行われていなかった。
- 府屋駅前 - 山北支所前 - 府屋中町 - 黒崎 - 伊呉野

### 下関営業所管内

下関営業所管内を中心とした路線図

- 中条線（2017年9月廃止[6][G 7]）

2014年4月改正時点では平日のみ4往復運行されていた。
- 新発田営業所 - 新発田駅前 - 石川小路 - 小舟町 - 稲荷岡 - 築地 - 中条駅前 - 中条営業所

- 下関・村上線
  - 村上営業所 - 村上駅前 - 安良町 - 上助渕 - 桃川中 - 女川保育園前 - 下関営業所
- 下関・坂町線
  - 坂町駅前 - 坂町病院前 - 荒島 - 花立 - 大島 - 橋場 - 下関営業所 - 関川村役場前

2025年3月31日下関・村上線および下関・坂町線を含む管内全路線の運行終了に伴い閉鎖。

### 新発田営業所管内
- 赤谷六軒町線(2023年5月廃止[17])

旧国鉄赤谷線の経路に沿うような形で運行されていた路線。2018年3月までは赤谷六軒町から先、国鉄終点の東赤谷駅跡にある「東赤谷」を発着地としていたが、その後は赤谷六軒町発着となっていた。2023年5月16日に廃止され新発田市の委託路線「あかたに路線」（予約がなくても利用できる基本ルートを軸に予約に応じて特定の停留所にも出向く定路線迂回型）に変更。同路線も新潟交通観光バスが受託している。
- 新発田営業所 - 新発田駅前 - 新発田高校前 - 五十公野 - 米倉 - 小戸入口 - 山内 - 赤谷六軒町
- 新発田営業所 - 新発田駅前 - 新発田高校前 - 五十公野 - 米倉 - 小戸入口 - 小戸 - 小戸入口 - 山内 - 赤谷六軒町

### 京ヶ瀬営業所管内
- 薬科大学線（2019年7月廃止[19]）

新津駅から秋葉区役所を経由して地域振興局・新潟薬科大学方面に向かう路線。生活交通路線として新潟市の補助を受けていた。新バスシステム開業前は842の系統番号が与えられていた（2009年春から表示）。ICカード対応路線。
- SW5　新津駅 - 秋葉区役所 - 新潟薬科大学 ※ 平日1往復のみ、地域振興局新津庁舎経由

- 金津線（2019年7月 泉観光バスによる運行へ変更[20][21][G 11]）

新津駅から朝日を経由して金津方面に向かう路線。生活交通路線として新潟市の補助を受けていた。新バスシステム開業前は852の系統番号が与えられていた（2009年春から表示）。ICカード対応路線。
- SW6　新津駅 - 田家 - 朝日 - 割町 -金津

- 大安寺線（2019年7月 タクシー会社による運行へ変更[20][21][G 11]）

新津駅から大安寺を経由して下新方面に向かう路線。新津駅発着路線の中で唯一、ICカード非対応路線となっていた。生活交通路線として新潟市の補助を受けていた。
- SK2　新津駅 - 新津工業高校前 - 大安寺 - 下新

### 潟東営業所管内

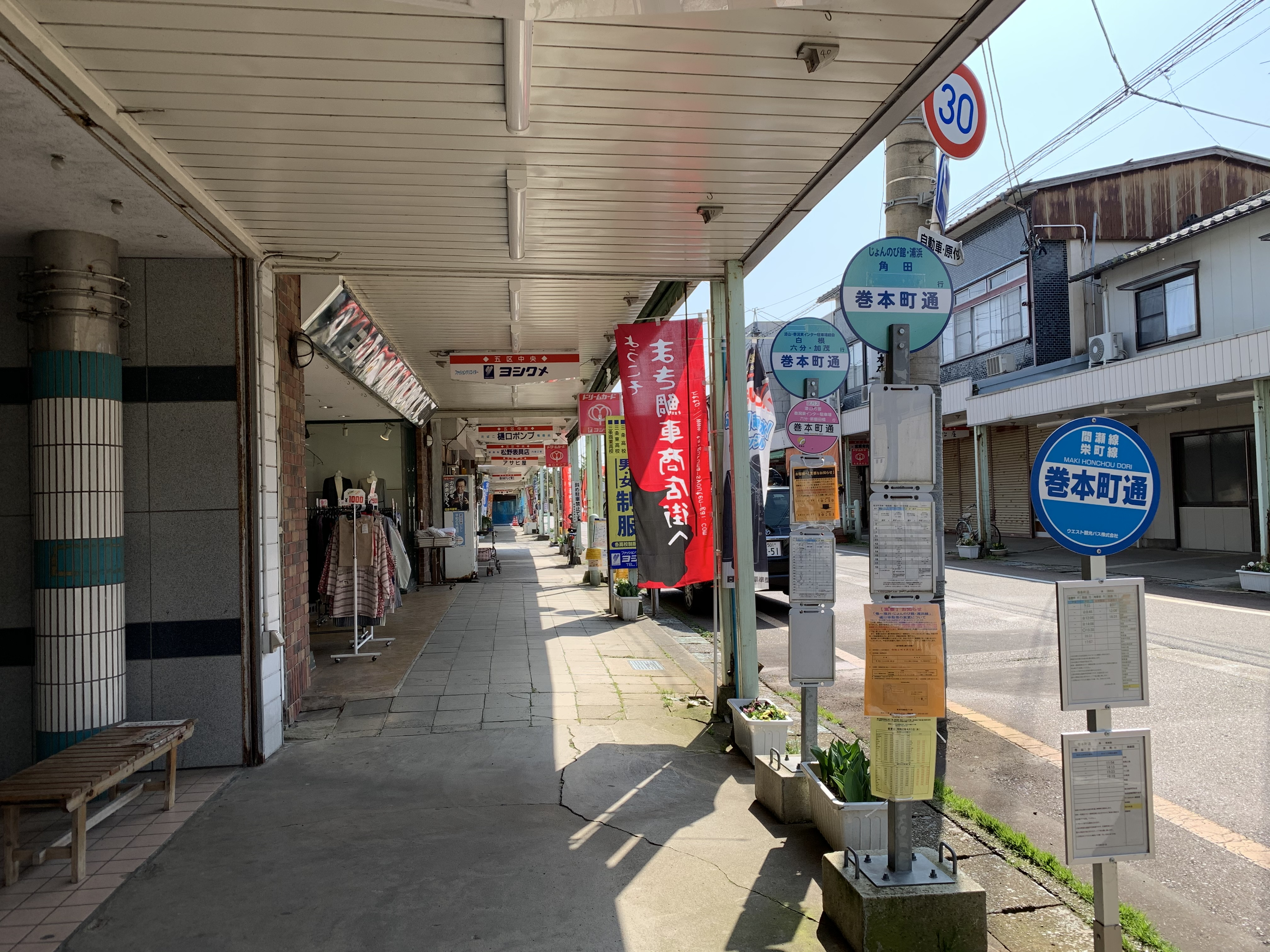
巻本町通バス停。ウエスト観光バスに移管された路線が見られる（2020年3月）

- 間瀬線（2019年3月 ウエスト観光バスによる運行へ変更[22][23][G 12]）

- 巻駅前 - 赤鏥西 - 和納 - 岩室駅前 - 岩室出張所前 - 岩室（岩室温泉） - 樋曽 - 間瀬本村 - 間瀬

- 栄町線（2019年3月 ウエスト観光バスによる運行へ変更[22][23][G 12]）

- 巻駅前 - 河井 - 馬堀 - 栄町

- 熊谷線（2019年3月 タクシー会社による運行へ変更[22][23][G 12]）

- 曽根駅前 - 横戸 - 熊谷 - 井隋口 - 緑ヶ丘病院前 - 白根横町 - 白根桜町

- 峰岡線（2020年4月 ウエスト観光バスによる運行へ変更）

- 巻駅前 - 間手橋 - 白山 - 峰岡 - 福井 - じょんのび館前 - 浦浜（五ケ浜）　※一部便はじょんのび館前発着。

- 角田山周遊バス

正式な廃止発表は出ておらず、2019年現在運行しているかは不明であるが、2018年を最後に公式ページが削除されている。福井・浦浜先回りの一方向循環。登山シーズンの土曜・休日に運行。角田線・峰岡線と運行経路が重複するが、一部停留所はこの2路線の停留所と異なる位置に設置されていた（山カッコ内の停留所は、両路線と同一箇所に設置）。
- 巻駅前→稲島登山口＜稲島＞→平成福寿大観音前（福井ほたるの里）→五ヶ峠登山口→浦浜登山口＜浦浜＞→角田岬登山口（灯台）→角田妙光寺→湯之腰登山口→稲島登山口＜稲島＞→巻駅前

- 大島・新飯田線（2024年6月 ウエスト観光バスによる運行へ変更[24][25]）

- 東三条駅前 - 本町六丁目 - 競馬場前 - 下須頃 - 燕三条駅三条口 - 大島 - 新飯田新町

### 津川営業所管内

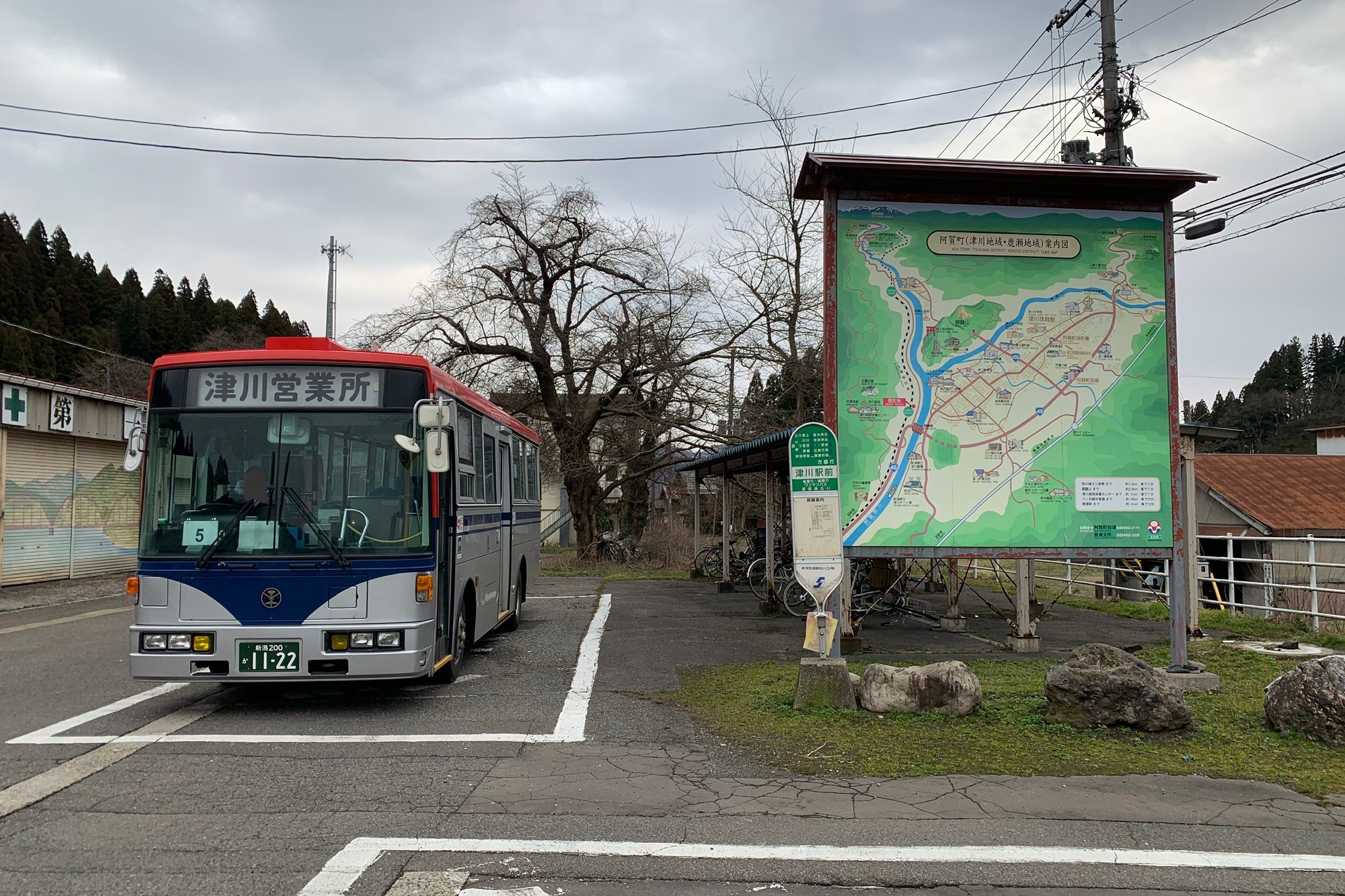
津川駅前バス停。覆われた行先が見られる（2020年3月）

津川営業所管内を中心とした路線図

阿賀町内の路線を管轄していた。運転手不足のため2020年ごろを目途に全路線廃止となる可能性が報道されていた。2025年3月31日閉鎖。
- 八ツ田線（2018年9月廃止[27]）

国道49号およびその旧道を主に走り、津川駅・津川中心部と福島県境近くの八ツ田を結ぶ路線。廃止後、並行して走るスクールバスへの混乗実証実験が住民限定・予約制で行われた。
- 津川駅前 - 八木山 - 八ツ田

- 三川駅～新谷～新発田線（2019年9月廃止[29]） ※新発田・津川両営業所による運行

新発田市・阿賀町の境界を越えて運行された路線であり、新発田側の区間では#赤谷六軒町線と同じ経路をとっていた。2017年10月に営業路線から廃止代替路線へと移行し、その2年後に廃止となった。廃止後は赤谷 - 三川駅間において阿賀町により「コミュニティワゴン」が運行されている。
- 新発田営業所 - 新発田駅前 - 新発田高校前 - 五十公野 - 米倉 - 小戸入口 - 山内 - 赤谷連絡所前 - 中綱木 - 新谷
- 新発田営業所 - 新発田駅前 - 新発田高校前 - 五十公野 - 米倉 - 小戸入口 - 山内 - 赤谷連絡所前 - 中綱木 - 新谷 - 三川駅

- 津川 - 粟瀬・丸渕線（2021年9月廃止[30]）
  - 津川駅 - 津川営業所 - 上川支所前 - 粟瀬 - 丸渕

以下の路線は2025年3月31日廃止。
- 津川駅 - 広瀬・室谷線
  - 津川駅 - （津川病院） - 阿賀黎明中高前 - 津川営業所 - 上川支所 - 広瀬 - 室谷
- 西 - 津川病院線
  - 西 - 津川駅 - 津川病院
- 津川 - 三川線
  - 津川営業所 - 津川病院 - 小花地 - 三川駅
- 三川 - 古岐線
  - 小花地 - 三川駅 - 三川支所 - 三川温泉 - 新谷 - 古岐